# George Friedrich von Rockhausen
George Friedrich von Rockhausen, modernisiert Georg Friedrich von Rockhausen, (* 1673; † 11. Mai 1752 in Obhausen) war ein königlich-polnischer und kurfürstlich-sächsischer Kreiskommissar im Thüringischen Kreis sowie Erb-, Lehn- und Gerichtsherr auf Obhausen und Albersroda.

## Leben
Er stammte aus dem Thüringer Adelsgeschlecht von Rockhausen. Nach dem Tod des Vaters traf er im Jahre 1700 eine Einigung mit seinen Brüdern über die Teilung des Erbes. Er übernahm für 12.500 Gulden das frühere Milckau’sche Rittergut in Obhausen-St. Johannis mit zwei Erblehnhufen. Dieses Gut lag im Herzogtum Sachsen-Weißenfels bzw. Fürstentum Querfurt. Durch den kinderlosen Tod des Herzogs Johann Adolph von Sachsen-Weißenfels fielen diese Herrschaften an das Kurfürstentum Sachsen. Als Kreiskommissar in Thüringen stand er bereits zuvor in Diensten des Königs von Polen und Kurfürsten von Sachsen. 1742 bekam er allerdings beruflichen Ärger, da er sich als Kreiskommissar erlaubte, wegen einer königlichen Titulatur an das Amt Freyburg eine Verfügung zu erlassen, was ihm aus Sicht der Beamten nicht gebührte.
Er hatte nach dem Tod des Vaters auch einen Anteil am Rittergut Kirchscheidungen geerbt, den er an Levin Friedrich von der Schulenburg auf Burg- und Kirchscheidungen verkaufte.
Kurz vor seinem Tod traf Rockhausen noch ein schwerer Schicksalsschlag. Ein Großbrand vernichtete im November 1750 die Hof- und Wirtschaftsgebäude seines Rittergutes in Obhausen. Für den geplanten Wiederaufbau wurden 1.200 Gulden veranschlagt. Doch erlebte er diesen nicht mehr, denn er starb im Alter von 74 Jahren. Seine Beisetzung erfolgte am 16. Mai 1752 im Beisein des Pfarrers Caspar Weitze auf dem Friedhof in Obhausen. Sein einziger Sohn Friedrich August von Rockhausen, der früher Hofrat in Sachsen-Weißenfels gewesen war, wurde sein Lehnserbe. Doch behielt dieser nicht lange das ruinierte väterliche Gut in Obhausen, sondern veräußerte er bereits am 28. Oktober 1753 an seinen Schwager, den früheren Obristen im Kgl. Prinz Clementischen Infanterie-Regiment Johann Friedrich von Nostitz. Dieser starb kinderlos am 8. März 1770 in Obhausen und setzte laut Testament von 1756 die Kinder und Enkel seiner Brüder als Erben ein.
Die Erfurter Schriftstellerin Sidonia Hedwig Zäunemann verfasste anlässlich der Hochzeit am 8. Oktober 1736 im Schloss Obhausen die Hochzeits-Gedichte: Da jetzo der Reichsfreyherr Stettner von Grabenhoff, mit seiner Braut der schönen Fräulein von Rockhausen mit viel Vergnügen wird getraut und Auf eben diese Vermählung.